# Нулевой вектор
Нулевой вектор (нуль-вектор) — вектор, начало которого совпадает с его концом. Нулевой вектор имеет норму 0 и обозначается {\displaystyle {\vec {0}}} или {\displaystyle \mathbf {0} }.
Нулевой вектор определяет тождественное движение пространства, при котором каждая точка пространства переходит в себя.
С нулевым вектором не связывают никакого направления в пространстве. Нулевой вектор принято считать сонаправленным любому вектору. Можно считать, что нулевой вектор одновременно коллинеарен и ортогонален любому вектору пространства (легко выводится из определения).
Все координаты нулевого вектора в любой аффинной системе координат равны нулю.
С точки зрения линейной алгебры, в линейном пространстве должен существовать специальный вектор {\displaystyle {\vec {0}}}, обладающий следующими свойствами:
{\displaystyle {\vec {a}}+{\vec {0}}={\vec {a}}}
Для любого вещественного числа {\displaystyle c}
{\displaystyle c\cdot {\vec {0}}={\vec {0}}}
Для всякого вектора {\displaystyle {\vec {a}}}, найдется такой вектор {\displaystyle -{\vec {a}}}, что:
{\displaystyle {\vec {a}}+(-{\vec {a}})={\vec {0}}}.